# Flavipanurgus flavus
Flavipanurgus flavus är en biart som först beskrevs av Heinrich Friese 1897.  Flavipanurgus flavus ingår i släktet Flavipanurgus och familjen grävbin. Inga underarter finns listade i Catalogue of Life.